# アマル・シング (タンジャーヴール藩王)
アマル・シング（マラーティー語：रामस्वामी अमरसिंह भोसले, Amar Singh, 1738年以降 - 1802年4月19日）は、南インドのタミル地方、タンジャーヴール藩王国の君主（在位：1793年 - 1798年）。

## 生涯
1787年、兄のトゥラジャージー2世が死亡し、養子であるサラボージー2世が王位を継承すると、アマル・シングがその摂政となった。
1792年7月12日、アマル・シングはイギリスと軍事保護条約を結び、イギリス軍の駐留費用の負担、外交権の放棄などを定められ、実質的にその保護下に置かれることとなった（タンジャーヴール藩王国）。
1793年、アマル・シングはイギリスのマドラス知事により、兄の正統な後継者とされ、
サラボージー2世は廃位された。
1798年、サラボージー2世が王位を主張したことから問題が発生し、同年6月29日にアマル・シングは退位し、サラボージー2世が復位した。
1802年4月19日、アマル・シングはタンジャーヴールにおいて死亡した。